# Semeniwka (rejon kupiański)
Semeniwka (ukr. Семенівка) – wieś na Ukrainie, w obwodzie charkowskim, w rejonie kupiańskim. W 2001 liczyła 563 mieszkańców, spośród których 525 posługiwało się językiem ukraińskim, 17 rosyjskim, 2 mołdawskim, 6 ormiańskim, 3 romskim, a 10 innym.